# Joey Heatherton
Davenie Johanna Heatherton, detta Joey (Rockville Centre, 14 settembre 1944), è un'attrice e ballerina statunitense.

## Biografia
Nata nel 1944, suo padre era il cantante e attore di Broadway Ray Heatherton. Il suo soprannome Joey deriva dalla combinazione dei suoi due nomi, Davenie e Johanna. Sua madre si chiamava anche lei Davenie ed era una ballerina.
Dopo aver debuttato come attrice bambina in uno spettacolo del padre, nel periodo 1960-1961, quando era adolescente, appare nel The Perry Como Show con Perry Como.
Nel 1963 appare nel film La notte del delitto. Nella prima metà degli anni '60 appare anche in alcune serie TV (Route 66, Il virginiano, The Nurses, Polvere di stelle) e nei film Quando l'amore se n'è andato (1964) e Nodo scorsoio (1965).
Ad ogni modo attira l'attenzione per i suoi balli sensuali in televisione, a partire da una sua ospitata nel 1965 nel programma Hullabaloo per proseguire nel The Tonight Show Starring Johnny Carson. Dal 1965 al 1970 appare in undici episodi del The Dean Martin Show. Nel periodo 1968-1970 è al fianco di Frank Sinatra Jr. nel programma Dean Martin Presents the Golddiggers.
Tra il 1965 ed il 1977 si è esibita dal vivo con la troupe USO in tour con Bob Hope. Estratti da questi tour vennero trasmessi in televisione.
Negli anni '70 la sua carriera rallenta; partecipa al film Barbablù nel 1972, anno in cui pubblica anche un album discografico dal titolo The Joey Heatherton Album, coprodotto da Tony Scotti.
Nel 1975 prende parte al programma TV Joey & Dad, insieme a suo padre. L'anno seguente recita nel film Una provinciale a Washington, in cui interpreta la ex escort olandese Xaviera Hollander.
Nel 1981 prende parte a un episodio della sitcom Laverne & Shirley.
Nel 1990 recita nel film Cry Baby.

## Filmografia parziale

### Cinema
- La notte del delitto (Twilight of Honor), regia di Boris Sagal (1963)
- Cry Baby (Cry-Baby), regia di John Waters (1990)

### Televisione
- Il virginiano (The Virginian) – serie TV, episodio 1x25 (1963)
- Sotto accusa (Arrest and Trial) – serie TV, episodio 1x13 (1963)
- Mr. Novak – serie TV, episodio 1x08 (1963)
- Laverne & Shirley – serie TV, episodio 7x06 (1981)